# Castanheira do Ribatejo
Castanheira do Ribatejo ist eine portugiesische Kleinstadt im Kreis Vila Franca de Xira, im Distrikt Lissabon. Die 7505 Einwohner zählende Gemeinde (Stand 30. Juni 2011) liegt im Großraum der portugiesischen Hauptstadt Lissabon und besitzt durch die geographisch günstige Lage zahlreiche Lager und Depots für den Güterverkehr.

## Geschichte
1420 wurde der Ort erstmals erwähnt, als König D. João I. Castanheira, Povos und Cheleiros seinem Vasallen Gonçalves Vasques de Melo schenkte. 1450 erhielt Castanheira erstmals das Stadtrecht durch König D. Afonso V. Der Ort blieb ein eigenständiger Kreis, bis zu den Verwaltungsreformen nach der Liberalen Revolution 1822 und dem folgenden Miguelistenkrieg. In der Folge wurde der Kreis (Concelho) Castanheira do Ribatejo 1837 aufgelöst und als eine Gemeinde (Freguesia) in den größeren Kreis von Vila Franca de Xira integriert. Am 24. September 1985 (Lei n.º 49/85) wurde der Ort zur Kleinstadt (Vila) erhoben.

## Verkehr
Seit 1855 besitzt die Kleinstadt einen Eisenbahnanschluss nach Lissabon über die erste Eisenbahnstrecke Portugals Linha do Norte. Bis heute ist dieser Eisenbahnanschluss fundamental für die Entwicklung der Gemeinde und der Umgebung. Der Bahnhof ist heute Endstation einer S-Bahn-Linie der CP Urbanos de Lisboa.